# Elezioni primarie del Partito Repubblicano del 1972 (Stati Uniti d'America)
Le elezioni primarie del Partito Repubblicano del 1972 furono lo strumento di selezione attraverso il quale gli elettori del Partito Repubblicano scelsero il loro candidato per le elezioni presidenziali del 1972. Il presidente in carica Richard Nixon vinse dopo una serie di elezioni primarie e caucus culminati con la Convention Nazionale Repubblicana che si tenne dal 21 al 23 agosto 1972 a Miami, Florida.